# 朱毅
朱毅（1977年9月14日—），中国前男子游泳运动员，他曾获得1998年亚洲运动会游泳比赛男子200米蛙泳金牌，还参加了2000年夏季奥运会游泳比赛。